# Saison 2015 des Nationals de Washington
La saison 2015 des Nationals de Washington est la 11e saison en Ligue majeure de baseball pour cette équipe.
Considérés comme l'un des clubs favoris pour atteindre la Série mondiale,,,,, les Nationals déçoivent en 2015 et terminent au second rang de la division Est de la Ligue nationale, sept matchs derrière les Mets de New York. Malgré des performances individuelles remarquables de Bryce Harper, nommé unanimement joueur par excellence de la ligue, et les deux matchs sans coup sûr de Max Scherzer à sa première année à Washington, les Nats perdent 79 matchs contre 83 victoires, 13 de moins que la saison précédente, pour leur moins bonne fiche en 4 ans. Au lendemain de la saison, ils congédient le gérant Matt Williams et 7 de ses instructeurs.

## Contexte
En 2014, les Nationals remportent un 2e titre de division en trois ans. Ils laissent les Braves d'Atlanta 17 matchs derrière dans la section Est de la Ligue nationale et affichent la meilleure performance de la Ligue nationale avec 96 victoires et 66 défaites, soit 10 matchs gagnés de plus que l'année précédente. Tout comme lors de leur championnat de division précédent deux ans plus tôt, le parcours des Nationals en éliminatoires se termine dès le premier tour, alors qu'ils sont à nouveau battus en Série de divisions, cette fois par les Giants de San Francisco.

## Intersaison

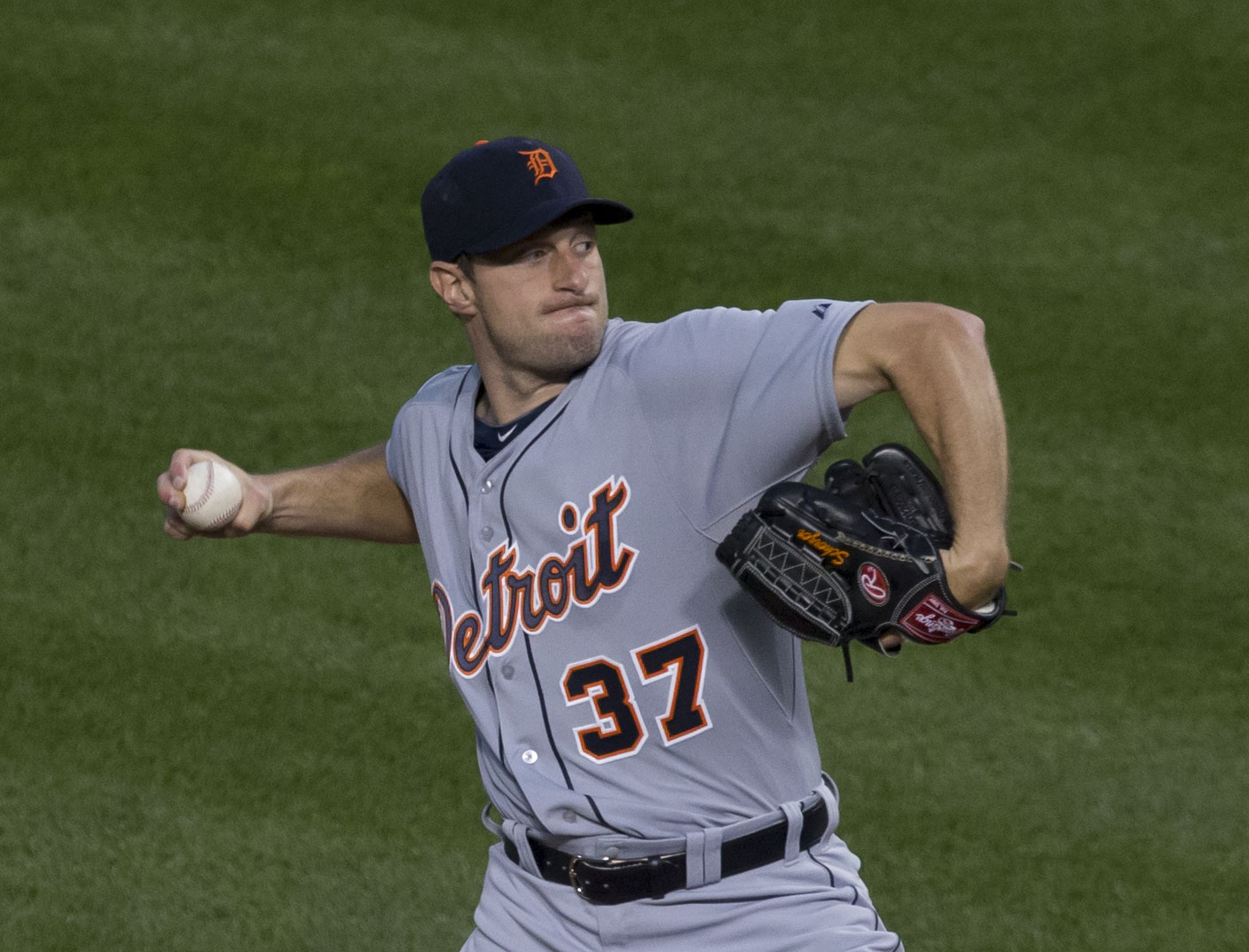
Agent libre le plus convoité, Max Scherzer rejoint les Nationals en janvier 2015.

Les Nationals comptent plusieurs joueurs qui deviennent agents libres après la saison 2014 : des réservistes tels les voltigeurs Nate Schierholtz et Scott Hairston, mais aussi le releveur droitier Rafael Soriano, le joueur d'arrêt-court Asdrúbal Cabrera, acquis de Cleveland en juillet précédent, et le joueur de premier but Adam LaRoche. Ce dernier, qui a contribué 79 circuits aux Nationals dans les 3 années précédentes, quitte le 25 novembre 2014 lorsqu'il accepte le contrat proposé par les White Sox de Chicago.
Le 12 décembre 2014, Washington échange le gaucher Ross Detwiler, un ancien lanceur partant converti en releveur dans la dernière année, aux Rangers du Texas contre deux joueurs de ligues mineures : le deuxième but Christopher Bostick et le lanceur droitier Abel De Los Santos.
Le 19 décembre 2014, les Nationals sont mêlés à la transaction à trois clubs qui envoie notamment le voltigeur Wil Myers des Rays de Tampa Bay aux Padres de San Diego. Dans l'échange, les Nats reçoivent le prometteur lanceur droitier Joe Ross des Padres mais doivent transférer le lanceur gaucher des ligues mineures Travis Ott et le voltigeur Steven Souza aux Rays.
Le 14 janvier 2015, Washington échange le lanceur de relève droitier Tyler Clippard aux Athletics d'Oakland contre l'arrêt-court Yunel Escobar.
Le 21 janvier 2015, les Nationals attirent l'agent libre le plus convoité de l'hiver lorsque le lanceur partant droitier Max Scherzer, anciennement des Tigers de Détroit, signe avec Washington un contrat de 210 millions de dollars pour 7 ans.

## Calendrier pré-saison
L'entraînement de printemps 2015 des Nationals se déroule du 5 mars au 4 avril.

## Saison régulière
La saison régulière de 162 matchs des Nationals débute le 6 avril avec la visite des Mets de New York et se termine le 4 octobre suivant.

### Classement
| Ligue nationale division Est | V  | D  | %    | Diff. | Diff. (séries) |
| ---------------------------- | -- | -- | ---- | ----- | -------------- |
| Mets de New York             | 90 | 72 | ,556 | -     | -              |
| Nationals de Washington      | 83 | 79 | ,512 | 7     | 14             |
| Marlins de Miami             | 71 | 91 | ,438 | 19    | 26             |
| Braves d'Atlanta             | 67 | 95 | ,414 | 23    | 30             |
| Phillies de Philadelphie     | 63 | 99 | ,389 | 27    | 34             |

### Avril
- 28 avril : Les Nationals réalisent le plus important revirement depuis l'arrivée de leur franchise à Washington[20] lorsqu'ils comblent un retard de 8 points et l'emportent 13-12 sur les Braves d'Atlanta, qui plus tôt menaient le même match 9-1.

### Mai
- 6 mai : Bryce Harper des Nationals frappe trois circuits à Washington dans une victoire sur Miami[21].

### Juin
- 3 juin : Bryce Harper, auteur d'un record des Nationals avec 13 circuits en un seul mois, et Max Scherzer sont respectivement nommés joueur du mois et lanceur du mois de mai 2015 dans la Ligue nationale[22].
- 14 juin : Max Scherzer établit un nouveau record des Nationals avec 16 retraits sur des prises en un match[23]. Il établit la marque dans un blanchissage de 4-0 au cours duquel il n'accorde qu'un seul coup sûr aux Brewers de Milwaukee[24].
- 20 juin : À Washington, Max Scherzer réussit un match sans point ni coup sûr dans la victoire de 6-0 des Nationals sur les Pirates de Pittsburgh. Scherzer est le 13e lanceur de l'histoire à perdre un perd un match parfait après 26 retraits lorsque José Tábata est atteint par un lancer avec deux prises contre lui et deux retraits à la dernière manche[25].

### Juillet
- 2 juillet : Max Scherzer des Nationals est nommé meilleur lanceur du mois de juin 2015 dans la Ligue nationale, un honneur qu'il reçoit pour un deuxième mois de suite[26].
- 28 juillet : Les Nationals acquièrent le stoppeur Jonathan Papelbon des Phillies de Philadelphie en échange du lanceur droitier des ligues mineures Nick Pivetta[27].

### Septembre
- 26 septembre : Les Nationals sont éliminés de la course aux éliminatoires lorsque les Mets de New York s'assurent du titre de la division Est de la Ligue nationale[28].
- 27 septembre : La décevante saison des Nationals est ternie davantage lorsque Jonathan Papelbon attaque son coéquipier Bryce Harper lors d'une altercation en plein match à Washington contre Philadelphie[29].
- 28 septembre : Les Nationals suspendent Jonathan Papelbon pour 4 matchs, qui s'ajoutent à une suspension de 3 matchs imposée par la ligue pour avoir intentionnellement atteint d'un lancer un joueur de Baltimore, Manny Machado, lors du match du 25 septembre[30]. Les suspensions cumulées assurent que Papelbon ne soit pas de retour avec les Nationals en 2015.

### Octobre
- 3 octobre : 
  - Max Scherzer des Nationals lance son second match sans point ni coup sûr de la saison dans une victoire de 2-0 sur les Mets, à New York. Avec 17 retraits sur des prises, Scherzer établit un record des Nationals et égale le record de Nolan Ryan (15 juillet 1973) pour le plus grand nombre dans une telle performance[31]. Il est le 6e lanceur de l'histoire avec deux parties sans coup sûr dans une même saison[32].
  - Les 17 retraits sur des prises de Scherzer, auxquels s'ajoutent pour les Mets les 11 réussis par Matt Harvey, le 3 de Hansel Robles, les 3 de Erik Goeddel et celui de Carlos Torres haussent le total à 35 retraits au bâton au total pour ce match, un nouveau record des majeures pour un match de 9 manches[33] qui surpasse les 31 de la rencontre Texas-Seattle du 13 juillet 1997[34]. Les 59 retraits sur des prises cumulés par les deux clubs ce jour-là sont aussi le plus grand nombre pour un programme double, battant une marque de 41 établie à trois reprises[33]. Au total, ce sont 48,8 pour cent des frappeurs qui ont été retirés sur trois prises durant cette journée[33].
- 5 octobre : Au lendemain du dernier match de la saison régulière, les Nationals remercient leur gérant des deux dernières saisons, Matt Williams, et congédient dans la foulée sept de ses instructeurs[1].

## Affiliations en ligues mineures
| Niveau            | Équipe                 | Ligue                   |
| ----------------- | ---------------------- | ----------------------- |
| AAA               | Chiefs de Syracuse     | Ligue internationale    |
| AA                | Senators de Harrisburg | Eastern League          |
| A-Advanced        | Nationals de Potomac   | Carolina League         |
| A                 | Suns de Hagerstown     | South Atlantic League   |
| A (saison courte) | Doubledays d'Auburn    | New York - Penn League  |
| Ligue des recrues | GCL Nationals          | Gulf Coast League       |
| Ligue des recrues | DSL Nationals          | Dominican Summer League |